# Comté de Clatsop
Le comté de Clatsop (anglais : Clatsop County) est un comté situé dans le nord-ouest de l'État de l'Oregon aux États-Unis. Il est nommé en l'honneur de la tribu Clatsop des Amérindiens. Le siège du comté est Astoria. Selon le recensement de 2000, sa population est de 35 630 habitants.

## Géographie
Le comté a une superficie de 2 809 km², dont 2 143 km² est de terre. 

### Comtés adjacents
- Comté de Columbia (est)
- Comté de Pacific, Washington (nord)
- Comté de Wahkiakum, Washington (nord)
- Comté de Tillamook (sud)
- Comté de Washington (sud-ouest)